# John Lutz (Schriftsteller)
John Thomas Lutz (* 11. September 1939 in Dallas, Texas; † 9. Januar 2021 in St. Louis, Missouri) war ein US-amerikanischer Schriftsteller.

## Lebensdaten
Lutz wurde 1939 in Texas geboren und starb am 9. Januar 2021 im Alter von 81 Jahren.

## Auszeichnungen
- 1982: Shamus Award – Kategorie Beste Kurzgeschichte für What You Don't Know Can Hurt You
- 1986: Edgar Allan Poe Award – Kategorie Beste Kurzgeschichte für Ride the Lightning
- 1989: Shamus Award – Kategorie Bester Roman für Ride the Lightning
- 1989: Shamus Award – Kategorie Bester Roman für Kiss (dt. Ein Tropfen Tod. Goldmann, München 1991)
- 1995: Shamus Award – Kategorie THE EYE in Anerkennung seines literarischen Lebenswerkes (zusammen mit Robert B. Parker)

## Rezeption
Neben seinen Romanen und Reihen verfasste Lutz eine Vielzahl von Short stories und galt als Vielschreiber. Die meisten seiner Werke veröffentlichte er unter seinem eigenen Namen; gelegentlich benutzte er aber auch das Pseudonym Van McCloud.
Seine bekanntesten Protagonisten sind „Alo Nudger“, ein Privatdetektiv, der in St. Louis (Missouri) ermittelt, und „Fred Carver“, ebenfalls ein privater Ermittler aus der fiktiven Stadt Del Moray (Florida). Später kam der ehemalige Polizeibeamte „Frank Quinn“ vom NYPD (New York) dazu. Bemerkenswert ist dabei, dass Lutz im vierten Band seiner Night-Reihe seinen Protagonisten Frank Quinn einführt und ihm sogleich auch eine eigene Reihe widmet. Für die korrekte Zählung der Bände bedeutet dies: Der Band Darker Than Night ist der vierte Band der Night-Reihe und zugleich der erste Band der Frank-Quinn-Reihe.

## Werke (Auswahl)
- Alo-Nudger-Reihe

1. Vor Ankauf wird gewarnt. Thriller („Buyer beware“, 1976). Heyne, München 1992, ISBN 3-453-05959-X (früherer Titel: Augen auf beim Kauf).
2. Night Lines. 1984.
3. New-Orleans-Blues. Kriminalroman.  („The right ro sing the Blues“, 1987). Heyne, München 1991, ISBN 3-453-04938-1.
4. Todesstrafe. Kriminalroman.  („Ride the lightning“, 1987). Heyne, München 1990, ISBN 3-453-04057-0.
5. Jack Dancers Schuld. Kriminalroman.  („Dancer's debt“, 1988). Heyne, München 1990, ISBN 3-453-03839-8.
6. Das letzte Foto. Kriminalroman.  („Time exposure“, 1989). Heyne, München 1990, ISBN 3-453-04632-3.
7. Tödliche Steine. Kriminalroman.  („Diamond Eyes“, 1990). Heyne, München 1990, ISBN 3-453-05447-4.
8. Familienbande. Kriminalroman.  („Thicker than blood“, 1993). Heyne, München 1994, ISBN 3-453-07884-5.
9. Mord auf Abruf. Roman. („Death by Jury“, 1995). Heyne, München 2002, ISBN 3-453-19899-9.
10. Oops! St. Martins Press, New York 1998, ISBN 0-312-18152-3.
11. The Nudger dilemmas. 13 short stories um den privaten Ermittler Alo Nudger. Five Star Books, Waterville, Me. 2001, ISBN 0-7862-3147-5.

- Fred-Carver-Reihe

1. Tropical heat. Holt, New York 1995, ISBN 0-8050-3828-0 (Nachdr. d. Ausg. New York 1986).
2. Ein flammend heißer Tag („Scorcher“, 1987). Goldmann, München 1991, ISBN 3-442-05150-9.
3. Ein Tropfen Tod („Kiss“, 1988). Goldmann, München 1991, ISBN 3-442-05151-7.
4. Das zweite Leben des Bert Renway. Kriminalroman.  („Flame“, 1990). Goldmann, München 1992, ISBN 3-442-05164-9.
5. Feuer im Blut. Kriminalroman.  („Bloodfire“, 1991). Goldmann, München 1992, ISBN 3-442-05163-0.
6. Heißblütig. Kriminalroman.  („Hot“, 1992). Goldmann, München 1994, ISBN 3-442-05819-8.
7. Spark. Holt, New York 1993, ISBN 0-8050-1993-6.
8. Torch. Holt, New York 1994, ISBN 0-8050-2610-X.
9. Burn. Holt, New York 1995, ISBN 0-8050-3480-3.
10. Lightning. Holt, New York 1996, ISBN 0-8050-4379-9.

- Night-Reihe

1. The night caller. Kensington Publ., New York 2001, ISBN 0-7860-1284-6.
2. The night watcher. Kensington Publ., New York 2002, ISBN 0-7860-1515-2.
3. Night victims. Kensington Publ., New York 2009, ISBN 978-0-7860-2083-6 (früherer Titel: The night spider).
4. Darker than night. Pinnacle Books, New York 2004, ISBN 0-7860-1633-7 (gleichzeitig Band 1 der Frank-Quinn-Reihe).
5. Fear the night. Pinnacle Books, New York 2005, ISBN 0-7860-1634-5.
6. Chill of the night. Kensington Publ., New York 2006, ISBN 0-7860-1635-3.

- Frank-Quinn-Reihe

1. Darker than night. Pinnacle Books, New York 2004, ISBN 0-7860-1633-7 (gleichzeitig Band 4 der Night-Reihe).
2. In for the kill. Pinnacle Books, New York 2007, ISBN 978-0-7860-1843-7.
3. Night kills. Pinnacle Books, New York 2008, ISBN 978-0-7860-1844-4.
4. Urge to kill. Pinnacle Books, New York 2009, ISBN 978-0-7860-1845-1.
5. Mister X. Pinnacle Books, New York 2010, ISBN 978-0-7860-2026-3.
6. Serial. Pinnacle Books, New York 2011, ISBN 978-0-7860-2027-0.

- Bonegrinder. Putnams, New York 1977, ISBN 0-399-11990-6.
- Lazarus man. A novel. Morrow, New York 1979, ISBN 0-688-03468-3.
- Jericho man. Morrow, New York 1980, ISBN 0-688-03719-4.
- The shadow man. Morrow, New York 1981.
- mit Bill Pronzini: The eye. Mystery Press, New York 1984, ISBN 0-89296-075-2.
- Shadowtown. Mystery Press, New York 1988, ISBN 0-89296-221-6.
- Weiblich, ledig, jung sucht … Roman. („SWF seeks same“, 1990). Heyne, München 1993, ISBN 3-453-06272-8.
- Der letzte Tanz. Roman. („Dancing with the dead“, 1992). Heyne, München 1994, ISBN 3-453-07569-2.
- The ex. Kensington Publ., New York 1996, ISBN 1-57566-078-4.
- mit David August: Bis zur letzten Sekunde. Roman. („Final seconds“, 1998). Heyne, München 2000, ISBN 3-453-16929-8.
- Francis M. Nevins (Hrsg.): Better mousetraps. The best mystery stories of John Lutz. 35 short stories. St. Martins Press, New York 1988.
- Shadows everywhere. 12 short stories. 1994.
- Until you are dead. 27 short stories. Five Star Books, Waterville, Me. 1998, ISBN 0-7862-1660-3.
- Endless road and other stories. 5 short stories. Five Star Books, Waterville, Me. 2003, ISBN 0-7862-5442-4.

## Verfilmungen
- Barbet Schroeder (Regie): Weiblich, ledig, jung sucht … 1992 (nach dem Roman SWF seeks same).
- Mark L. Lester (Regie): The Axe. 1997 (nach dem Roman The ex).